# منزل سبأ (حارة)

تعديل مصدري - تعديل

 منزل سبأ إحدى حارات مدينة قرية المركز بمحافظة إب، بلغ تعداد سكانها 890 نسمة حسب تعداد اليمن لعام 2004.